# Шаров, Василий Васильевич
Василий Васильевич Шаров (23 декабря 1909 — 28 мая 1942) — командир эскадрильи 48-го скоростного бомбардировочного авиационного полка 18-й скоростной бомбардировочной авиационной бригады 7-й армии Северо-Западного фронта, капитан. Герой Советского Союза.

## Биография
Родился 23 декабря 1909 года в городе Сатка ныне Челябинской области в семье рабочего. Русский. Член ВКП(б) с 1932 года. Окончил семь классов.
В 1929 году призван в Красную Армию. В 1932 году окончил Оренбургское авиационное училище. Участник национально-революционной войны испанского народа 1936—1939 годов, освободительного похода советских войск в Западную Украину и Западную Белоруссию в 1939 году.
Во время советско-финской войны 1939—1940 годов командир эскадрильи 48-го скоростного бомбардировочного авиационного полка капитан Василий Шаров совершил сорок шесть успешных боевых вылетов на бомбардировку военных объектов и войск противника.
Указом Президиума Верховного Совета СССР от 21 марта 1940 года «за образцовое выполнение боевых заданий командования на фронте борьбы с финской белогвардейщиной и проявленные при этом отвагу и геройство» капитану Шарову Василию Васильевичу присвоено звание Героя Советского Союза с вручением ордена Ленина и медали «Золотая Звезда».
В боях Великой Отечественной войны с июня 1941 года. 28 мая 1942 года кавалер последней медали «Золотая Звезда» «зимней войны» майор Шаров Василий Васильевич погиб при выполнении боевого задания.
Награждён орденами Ленина, Красного Знамени, медалями.
Именем Героя названа улица в городе Сатке.